# Davier (marine)
Pour les articles homonymes, voir Davier.
Les navires câbliers disposent en général de 3 daviers à l'extrême avant : ce sont des poulies de grand diamètre (3 mètres minimum) ayant un profil plat ou un profil en V. Généralement on trouve : 2 réas à profil plat et accolés, 1 réa en V.
Comme il est impossible en cours de pose ou de relevage de maintenir câble sous-marin et navire dans un même plan, il est nécessaire d'intégrer ces réas dans des surfaces lisses et convexes appelées gardes pour contrôler d'une part le portage du câble entre la surface de l'eau et le navire et d'autre part pour l'empêcher de sortir des gorges des daviers.
L'ensemble garde-daviers porte le nom de bloc davier avant.
C'est aussi le nom de la ferrure métallique équipée d'un réa fixée au centre de l'étrave sur un bateau de plaisance dans laquelle passe la chaîne d'ancre.